# Конфліктна ситуація
Конфліктна ситуація (рос. Конфликтная ситуация) — радянський художній двосерійний телефільм 1981 року, знятий на Свердловській кіностудії.

## Сюжет
Колись Сергій Алтинцев і Юрій Воскобойников були друзями, разом навчалися в школі, разом закінчили інститут. Потім Юрій поїхав на Урал, а Сергій залишився в Москві. Спочатку вони листувалися, і Юрій підкинув Серьозі одну зі своїх чудових ідей, яку не зміг реалізувати на уральському заводі. А у нього ця ідея отримала розвиток в дисертації та раціоналізаторському проєкті. А через роки Алтинцева запрошують на той самий уральський завод важкого машинобудування, щоб впровадити один з двох проєктів у виробництво. Автор одного з них — Алтинцев, інший проєкт представляє начальник конструкторського бюро цього заводу Юрій Воскобойников.

## У ролях
- Микола Верещенко — Сергій Петрович Алтинцев, начальник відділу НДІ, зять академіка
- Володимир Івашов — Антон Павлович Солуянов, бригадир монтажників
- Анатолій Іванов — Паламідов Лев Григорович, вчений секретар
- Любов Віролайнен — Ольга Кирилівна, дружина Сергія і племінниця академіка
- Антанас Габренас — Андрій Павлович Чанишева, академік, директор НДІ
- Олена Антонова — Машенька-Марія, онука академіка
- Еммануїл Віторган — Юрій Васильович Воскобойников, начальник заводського КБ ливарних машин
- Людмила Арініна — Діна Анатоліївна Віленська, працівник Комітету з винаходів
- Людмила Альохіна — Софія Андріївна, черговий адміністратор заводського пансіонату «Машинобудівник»
- Олександр Пашутін — Борис Федорович Вощаков, заступник директора заводу з побуту

## Знімальна група
- Режисер — Рубен Мурадян
- Сценарист — Геннадій Бокарєв
- Оператори — Микола Гайл, Євген Беркут
- Композитор — Едуард Хагагортян
- Художник — В'ячеслав Панфілов